# HSG Wetzlar
HSG Wetzlat er en håndboldklub fra Wetzlar, Hessen, Tyskland, der blev grundlagt i 1992. Holdet har spillet i håndboldbundesligaen siden 1998. Holdet har hjemmebane i Rittal Arena, hvor der er plads til 5.000 tilskuere. Holdet har været i den tyske pokalfinale i 1997 og i 2001. I 1997/1998 deltog klubben i Cup Winners' Cup, 
hvor de endte med at tabe finalen. Kai Wandschneider har været deres træner siden 2012.

## Spillertruppen 2019-20
| Målvogtere - 11 Till Klimpke - 12 Anadin Suljaković - 16 Tibor Ivanišević Fløjspillere LW - 21 Emil Frend Öfors - 22 Maximilian Holst RW - 07 Kristian Bjørnsen - 19 Lars Weisgerber Stregspillere - 18 Nils Torbrügge - 66 Anton Lindskog | Bagspillere LB - 04 Stefan Kneer - 25 Olle Forsell Schefvert - 44 Lenny Rubin CB - 02 Alexander Feld - 10 Ian Weber - 13 Filip Mirkulovski (c) - 24 Torben Waldgenbach RB - 73 Viggó Kristjánsson - 77 Stefan Čavor |